# Aziatische kampioenschappen wielrennen 2013
De 33e editie van de Aziatische kampioenschappen wielrennen vonden plaats van 7 tot en met 17 maart 2013 in New Delhi.

## Medaillewinnaars

### Baanwielrennen

#### Mannen
| Onderdeel            | Goud                                                              | Zilver                                                          | Brons                                                            |
| -------------------- | ----------------------------------------------------------------- | --------------------------------------------------------------- | ---------------------------------------------------------------- |
| 1 km                 | Jun Wong-gu                                                       | Kenta Inake                                                     | Hsiao Shih-hsin                                                  |
| Keirin               | Josiah Ng                                                         | Mahmoud Parash                                                  | Jun Wong-gu                                                      |
| Sprint               | Josiah Ng                                                         | Hassan Ali Varposhti                                            | Choi Lae-seon                                                    |
| Teamsprint           | China Hu Ke Tang Qi Xu Chao                                       | Maleisië Arfy Qhairant Amran Mohd Edrus Yunus Farhan Amri Zaid  | Japan Kenta Inake Takashi Sakamoto Makuru Wada                   |
| Achtervolging        | Jang Sun-jae                                                      | Dïas Ömirzaqov                                                  | Alireza Haghi                                                    |
| Ploegenachtervolging | Zuid-Korea Jang Sun-jae Park Keon-woo Park Seon-ho Park Sung-baek | Japan Eiya Hashimoto Shogo Ichimaru Kazuki Ito Kazushige Kuboki | Hongkong Cheung King Lok Choi Ki Ho Kwok Ho Ting Leung Chun Wing |
| Puntenkoers          | Cho Ho-sung                                                       | Choi Ki Ho                                                      | Mohammad Rajablou                                                |
| Scratch              | Choi Ki Ho                                                        | Hossein Nateghi                                                 | Liu Ching-feng                                                   |
| Ploegkoers           | Hongkong Choi Ki Ho Kwok Ho Ting                                  | Zuid-Korea Choi Seung-woo Jang Sun-jae                          | Iran Alireza Haghi Mohammad Rajablou                             |
| Omnium               | Artyom Zaxarov                                                    | Shan Shuang                                                     | Kazushige Kuboki                                                 |

#### Vrouwen
| Onderdeel            | Goud                                                      | Zilver                                                       | Brons                                        |
| -------------------- | --------------------------------------------------------- | ------------------------------------------------------------ | -------------------------------------------- |
| 500 m                | Lee Wai Sze                                               | Shi Jingjing                                                 | Fatehah Mustapa                              |
| Keirin               | Lee Wai Sze                                               | Fatehah Mustapa                                              | Li Xuemei                                    |
| Sprint               | Fatehah Mustapa                                           | Shi Jingjing                                                 | Li Xuemei                                    |
| Teamsprint           | China Li Xuemei Shi Jingjing                              | Japan Kanako Kase Ryoko Nakagawa                             | Zuid-Korea Hong Hyeon-ji Lee Hye-jin         |
| Achtervolging        | Kim Yu-ri                                                 | Sakura Tsukagoshi                                            | Li Jiujin                                    |
| Ploegenachtervolging | Zuid-Korea Kim Eun-hee Kim Yu-ri Lee Min-hye Son Hee-jung | Japan Kanako Kase Yoko Kojima Sakura Tsukagoshi Minami Uwano | China Gong Xingyu Li Jiujin Sha Hui Zhang Li |
| Puntenkoers          | Jamie Wong                                                | Minami Uwano                                                 | Jupha Somnet                                 |
| Scratch              | Kim Eun-hee                                               | Tseng Hsiao-chia                                             | Gong Xingyu                                  |
| Omnium               | Hsiao Mei-yu                                              | Lee Min-hye                                                  | Minami Uwano                                 |

### Wegwielrennen

#### Mannen
| Onderdeel    | Goud                | Zilver              | Brons                      |
| Elite        | Elite               | Elite               | Elite                      |
| ------------ | ------------------- | ------------------- | -------------------------- |
| Wegwedstrijd | Muradjan Halmuratov | Arvin Moazemi       | Andrey Mïzwrov             |
| Ind. tijdrit | Muradjan Halmuratov | Andrey Mïzwrov      | Eugen Wacker               |
| Beloften     |                     |                     |                            |
| Wegwedstrijd | Ali Khademi         | Nurbolat Qulımbetov | Vladïslav Gorbwnov         |
| Ind. tijdrit | Danïïl Fomïnıx      | Trịnh Đức Tâm       | Im Jae-yeon                |
| Junioren     |                     |                     |                            |
| Wegwedstrijd | Jerlan Pernebekov   | Dmïtrïy Rïve        | Saya Kuroeda               |
| Ind. tijdrit | Dmïtrïy Rïve        | Masaki Yamamoto     | Mehdi Ebadallahirafsanjani |

#### Vrouwen
| Onderdeel    | Goud                     | Zilver              | Brons       |
| Elite        | Elite                    | Elite               | Elite       |
| ------------ | ------------------------ | ------------------- | ----------- |
| Wegwedstrijd | Hsiao Mei-yu             | Liu Xiaohui         | Zhao Na     |
| Ind. tijdrit | Enkhjargal Tuvshinjargal | Minami Uwano        | Jamie Wong  |
| Junioren     |                          |                     |             |
| Wegwedstrijd | Pang Yao                 | Kiyoka Sakaguchi    | Razan Soboh |
| Ind. tijdrit | Pang Yao                 | Jekaterïna Ywraytïs | Razan Soboh |

## Medaillespiegel
| #      | Land        | Goud | Zilver | Brons | Totaal |
| ------ | ----------- | ---- | ------ | ----- | ------ |
| 1      | Zuid-Korea  | 8    | 2      | 4     | 14     |
| 2      | Hongkong    | 6    | 1      | 2     | 9      |
| 3      | Kazachstan  | 4    | 5      | 2     | 11     |
| 4      | Maleisië    | 3    | 2      | 2     | 7      |
| 5      | China       | 2    | 4      | 6     | 12     |
| 6      | Taiwan      | 2    | 1      | 2     | 5      |
| 7      | Oezbekistan | 2    | 0      | 0     | 2      |
| 8      | Iran        | 1    | 4      | 4     | 9      |
| 9      | Mongolië    | 1    | 0      | 0     | 1      |
| 10     | Japan       | 0    | 9      | 4     | 13     |
| 11     | Vietnam     | 0    | 1      | 0     | 1      |
| 12     | Jordanië    | 0    | 0      | 2     | 2      |
| 13     | Kirgizië    | 0    | 0      | 1     | 1      |
| Totaal | Totaal      | 29   | 29     | 29    | 87     |